# Офицерская автомобильная школа
Офицерская военно-автомобильная школа — военно-учебное заведение Русской императорской армии, для подготовки и переподготовки офицеров автомобильных частей для инженерных и железнодорожных войск. 

## Основная история
В Русской армии автомобили появились в конце XIX века. В 1896 году началось поступление первых отечественных автомобилей. Уже в 1897 году на Белостокских манёврах были проведены испытания автомобилей, а в 1906 году в инженерных войсках России начали создаваться первые автомобильные команды по 10 — 15 автомобилей, явившиеся прообразом автомобильных войск. 
В 1910 году приказом военного министра В. А. Сухомлинова  в Санкт-Петербурге была создана Учебная автомобильная рота с местом дислокации у Царскосельского вокзала с подчинением  начальнику военных сообщений Главного управления Генерального штаба Ф. Н. Добрышину. Основной задачей этого учебного и исследовательского подразделения являлась подготовка командного (офицерского) состава автомобильных подразделений и военных шофёров из состава инженерных и железнодорожных войск, освоение новых видов легковых и грузовых автомобилей, по результату которых специальной комиссией этого учебного подразделения принимались решения о закупке автомобильной техники для военного ведомства. Период обучения в учебном подразделении составлял один год и был разделён на два учебных периода: летний и зимний. На 1912 год в этом учебном подразделении состояло: одиннадцать офицеров (переменного состава — пятнадцать офицеров), три гражданских чиновника и восемьдесят два нижних чина (переменного состава — девяносто человек)
.
В 1913 году в Санкт-Петербурге инженером-архитектором И. Л. Балбашевским был построен комплекс зданий Военно-автомобильной школы: учебные корпуса, службы, гаражи. В 1914 году с началом Первой мировой войны Военным советом Российской империи был утверждено положение и новый штат Офицерской военно-автомобильной школы, как военно-исследовательского центра с подчинением его Главному военно-техническому управлению. В структуре школы был создан офицерский класс, в котором обучалось более сто двадцати офицеров, школа автомобильных мастеров, в котором обучалось более двухсот человек. В структуре школы была создана химическая и электротехническая лаборатории, техническая и строевая роты. Штатный состав офицеров-педагогов, строевых и технических офицерских кадров составлял тридцать человек, а общий штат, включая чиновников военного ведомства и нижних чинов насчитывал восемьсот семьдесят человек.
На офицерском курсе подготовки преподавались двенадцать предметов обучения: организация военно-автомобильного дела, двигатели внутреннего сгорания, автомобильное дело, теория автомобильного двигателя, в том числе — термическая и динамическая, учение о прочности частей автомобиля, в том числе — сопротивления материалов и основы статики, оборудование мастерских и гаража, прикладная механика (теория и детали машин и механизмов), технология и обработка металлов, технология жидких топлив и смазочных масел, основы электротехники и математика. Для школы автомобильных мастеров были предусмотрены такие предметы как: общие сведения о тепловых двигателях,  электротехника, механика, начальная геометрия, арифметика и физика, на практических занятиях в этой школе изучали слесарное дело, устройство автомобиля, умение осваивать ацетилено-кислородную сварку и пользоваться точными измерительными инструментами. Испытательная станция школы проводила исследования новой автомобильной техники поступающей в штат Русской императорской армии, после успешной проверки на автомобильную технику ставился специальный знак школы.
С 1915 по 1917 год в Офицерской автомобильной школе проходил военную службу поэт Владимир Маяковский, которого устроил туда Максим Горький.
В 1918 году после Октябрьской революции Офицерская военно-автомобильная школа была закрыта, часть имущества школы была перевезена в Москву и была использована при организации ЦНИААИ.

## Руководство
- Секретёв, Пётр Иванович[2]

## Известные преподаватели
- Мгебров, Владимир Авельевич[2]

## Известные выпускники
- Сыробоярский, Александр Владимирович[6]
- Борщов, Адриан Воинович[7]